# آدهیان سومان
آدهیان سومان (به انگلیسی: Adhyayan Suman) (زاده ۱۳ ژانویه ۱۹۸۸) بازیگر هندی است.
از فیلم‌هایی که وی در آن نقش داشته‌است می‌توان به مرد شجاع، خفه‌شو و راز ۲ اشاره کرد.